# Oscar (1967)
Oscar is een Franse komedie uit 1967 geregisseerd door Edouard Molinaro. In 1985 zond de TROS een Nederlandse bewerking uit met Joop Doderer, Johnny Kraaijkamp jr., Trees van der Donck, Lucie Visser en Rudi Falkenhagen in de hoofdrollen.  In 1991 werd een remake gemaakt van het originele toneelstuk in het Engels (ook genaamd Oscar) door John Landis met Sylvester Stallone.

## Verhaal
Christian Martin (Claude Rich), een boekhouder bij het bedrijf van industrieel Bertrand Barnier (Louis de Funès), vraagt Barnier op ongelegen moment tijdens het ontbijt om een 100% verhoging van zijn salaris. De reden hiervoor is een aanstaand huwelijksaanzoek van Martin aan een meisje.
Nadat Barnier deze verhoging weigert te geven vertelt Martin dat hij 60.000.000 frank heeft gestolen door het vervalsen van de boekhouding. Na het dreigement van Barnier om Martin aan te geven bij de politie wijst Martin Barnier erop dat als gevolg van de boekhoudfraude ook een onjuiste belastingaangifte is gedaan door het bedrijf. Barnier geeft na deze chantage toe aan de eisen van Martin en maakt hem vicepresident van het bedrijf.
Hierna onthult Martin dat het meisje dat hij ten huwelijk wil vragen de dochter van Barnier is. Barnier vraagt Martin om de 60.000.000 frank om deze als bruidsschat aan zijn dochter mee te geven. Na een document getekend te hebben dat de in juwelen belegde 60.000.000 frank aan de dochter van Barnier gegeven wordt als bruidsschat gaat Martin de juwelen ophalen bij de bank.
Tijdens de afwezigheid van Martin praat Barnier met zijn dochter Colette en vertelt haar, zonder de naam van Martin te noemen, dat hij tegen het huwelijk is. Op advies van de meid Bernadette liegt Colette tegen haar vader en vertelt ze hem dat ze zwanger is. Na deze mededeling besluit Barnier akkoord te gaan.
Na deze conversatie komt een jonge vrouw op bezoek bij Barnier die zich voorstelt als Jacqueline Bouillotte. Ze vertelt hem dat ze tegen Martin heeft gezegd dat ze de dochter van Barnier is om indruk op hem te maken. Barnier trekt de conclusie dat Martin helemaal niet verliefd is op zijn dochter en dat hij zijn 60.000.000 niet terugkrijgt aangezien Martin niet met zijn dochter zal trouwen.
Colette vertelt haar vader dat ze verliefd is op zijn chauffeur Oscar wanneer deze haar confronteert met het feit dat ze Martin niet kent en dat hij niet weet wie haar geliefde dan is. Martin keert terug van de bank met de juwelen in een zwarte koffer en geeft deze aan Barnier. Hierna hoort hij van Jacqueline dat ze niet de dochter van Barnier is, na de ruzie die volgt gaan ze uit elkaar.
Banier vindt uit tijdens de ruzie van Martin en Jacqueline dat Oscar, de geliefde van zijn dochter, op een zesjarige poolexpeditie is gegaan na een teleurstelling in de liefde (hij kon Colette niet trouwen). Barnier vertelt nu aan Martin dat hij de koffer terug kan krijgen als hij trouwt met de echte dochter van Barnier (Colette). Martin is niet enthousiast en probeert Barnier te overtuigen om iemand anders met Colette te laten trouwen en wijst op Philip Dubios, de masseur van Barnier.
Gedurende de discussie rondom de huwelijkskandidaten kondigt de meid (Bernadette) haar vertrek aan. Ze heeft haar spullen in een zwarte koffer gestopt en dient haar ontslag in aangezien ze gaat trouwen met de voormalige verloofde van Colette (Baron Honoré de la Butinière). Bij verlaten van het huis pakt ze de verkeerde van de twee identieke zwarte koffers en loopt zo met de 60.000.000 frank aan juwelen het huis uit.
Barnier probeert hierna zijn masseur te overtuigen om te trouwen met Colette en belooft hem de juwelen als bruidsschat zodat hij zijn langgekoesterde droom van een eigen sportschool waar kan maken. Als Barnier de koffer opent om zijn masseur de juwelen te tonen is hij ontsteld dat hij slechts lingerie en andere kledingstukken aantreft die van Bernadette zijn.
Na deze ontstellende ontdekking keert Martin terug en vertelt Barnier dat hij bij de eerder getekende documenten rondom de bruidsschat een extra vel had gedaan waarmee Barnier hem een volmacht heeft gegeven voor zijn rekening. Martin heeft nogmaals 60.000.000 frank van de rekening van Barnier gehaald en biedt dit aan in ruil voor de koffer met juwelen die hij eerder had gestolen van Barnier. Gedurende het overleg over deze ruil komt de chauffeur van Bernadette, na het ontdekken van de gemaakte fout, de koffer kleding ophalen en retourneert de koffer met juwelen. Barnier, onwetend van het herstel van de eerder gemaakte fout geeft Martin de koffer met juwelen denkend dat het de koffer met kleding is. Martin krijgt van Barnier een verzonnen adres van Jacqueline zodat hij naar haar toe kan gaan om het goed te maken en Martin vertrekt.
Na meer verwarring blijkt Barnier wederom de koffer met kleding in zijn bezit te hebben in plaats van de juwelen of de koffer met door Martin opgenomen geld. Na een telefoongesprek met Baron de la Butinière krijgt Barnier de koffer met juwelen van Martin in handen wanneer deze komt klagen over het foute adres. Barnier vertelt Martin dat Jacqueline inderdaad niet op het gegeven adres woont en in zijn kantoor elders in huis zit.
Op dat moment komt een dame het huis binnen die zich voorstelt als Charlotte en die Bernadette komt vervangen. Ze vertelt Barnier dat ze voor de familie heeft gewerkt toen ze jonger was en dat ze nu een dochter heeft die zich heeft verloofd met Christian Martin. Barnier realiseert zich dat dit Jacqueline moet zijn en Charlotte vertelt hem dat Jacqueline zijn dochter is uit de relatie die ze met hem had toen hij jonger was en zij voor de familie werkte. Barnier heeft meerdere minuten nodig om bij te komen van deze schok en ondertussen keert Oscar terug omdat hij Colette toch niet kon verlaten.
Met dit happy ending in zicht feliciteert iedereen elkaar terwijl Bernadette arriveert. Ze wil niet storen en ruilt de koffers om en denkt haar kleren mee te nemen. Als Barnier vraagt aan Martin om de koffer te openen om de juwelen te tonen krijgt hij bijna een hartaanval als hij wederom de kleding vindt in plaats van de juwelen. Iedereen springt nu in auto's en op motoren om achter Bernadette aan te gaan en de juwelen terug te krijgen.

## Rolverdeling
| Acteur             | Personage                               |
| ------------------ | --------------------------------------- |
| Louis de Funès     | Bertrand Barnier                        |
| Claude Rich        | Christian Martin                        |
| Claude Gensac      | Germaine Barnier (de vrouw van Barnier) |
| Agathe Natanson    | Colette Barnier                         |
| Mario David        | Philippe Dubois                         |
| Dominique Page     | Bernadette                              |
| Sylvia Saurel/Noël | Jacqueline Bouillotte                   |
| Paul Préboist      | Charles (de butler)                     |
| Germaine Delbat    | Charlotte Bouillotte                    |
| Roger Van Hool     | Oscar                                   |
| Philippe Valauris  | de chauffeur van de Baron               |

1. ↑  Nederlandse TV-uitzending Oscar op de website van Beeld en Geluid. Geraadpleegd op 17 juni 2025.